# Vic Lemmens
Victor Carolus (Vic) Lemmens (Makassar, 10 maart 1919 – Doorn, 22 juli 2007) was assistent-resident van Borneo en Engelandvaarder.

## Jeugd en opleiding
Lemmens is geboren te Makassar als zoon van Joannes Hubertus Victor Lemmens (1885-1944) en Sophia Kelderman (1888-1956). Zijn vader is zoon van een agrariër uit Klimmen, zijn moeder dochter van machinefabrikant C.S. Kelderman uit Deventer. Het onderwijzersechtpaar emigreert rond 1914 naar Nederlands-Indië waar hun zoon Vic wordt geboren en repatrieert  in 1933. Drie jaar later schrijft Vic zich in voor de studie Indologie bij de Leidse Universiteit en in juli 1941 slaagt hij voor het economisch Doctoraalexamen. 

## Tweede Wereldoorlog
Als de Tweede Wereldoorlog uitbreekt is Lemmens 21 jaar. Hij vindt dat hij zijn leven in dienst behoort te stellen van de strijd tegen nazi-Duitsland en besluit om als militair deel te nemen aan de strijd. Met zijn kameraden Ajaan Hijmans en Jan Pieter de Veer kiest hij de zuidelijke route om naar Engeland uit te wijken. Voorzien van instructies en valse identiteitsbewijzen van het ondergrondse netwerk Dutch-Paris vertrekt het gezelschap per trein via Brussel en Parijs richting de Pyreneeën om de grens tussen het door nazi-Duitsland bezette Frankrijk en de neutrale Spaanse Staat over te steken.
In Toulouse melden ze zich bij de Résistance, die vluchtelingen opvangt en naar de grens begeleidt. Er wordt een konvooi van 26 man geformeerd dat naast hen bestaat uit gestrande Amerikaanse en Britse gevechtspiloten, een Joodse vluchteling en andere Engelandvaarders, zoals Sam Timmers Verhoeven, Han Langeler en Chris van Oosterzee. De lokale berggidsen "Palo" en "Mireille" (schuilnamen van respectievelijk  Pierre Treillet en Henri Marot) nemen de leiding.
Tijdens de zware tocht door het besneeuwde berglandschap wordt het konvooi op de Col de Portet d'Aspet verraden en bij de Cabane des Evadés door een nazipatrouille onder vuur genomen. Een tiental, waaronder Timmers Verhoeven en Van Oosterzee, weet dankzij de gidsen te ontkomen. Gevangengenomen vluchtelingen, waaronder Hijmans, De Veer, Langeler en Lemmens, worden naar de Toulousaanse gevangenis Saint Michel gedeporteerd. Na een paar weken dwangarbeid ziet Lemmens samen met Langeler kans om te ontsnappen door van een rijdende vrachtwagen te springen. Ajaan Hijmans en Jan Pieter de Veer overleven de oorlog niet. Zij komen om in een naziconcentratiekamp.
Bij toeval ontmoeten Langeler en Lemmens elkaar later in een kapsalon te Toulouse. Ze zoeken contact met andere Engelandvaarders en treffen onverwachts Timmers Verhoeven in een restaurant. Gedrieën worden ze door het Franse verzet bij een volgend konvooi ingedeeld, dat op 25 maart 1944 per trein naar Saint-Paul afreist. Begeleid door met mitrailleurs gewapende marquisards rijdt het konvooi in bestelbusjes verder de Pyreneeën in. Daarna trekt men te voet met een wijde boog rond Bagnères-de-Luchon, waar zich het centrum van de nazigrenspatrouille bevond. Na een uitputtende tocht over de Pyreneeën weet men na vier dagen bij Es Bòrdes de Spaanse grens te bereiken. De Spaanse Guardia Civil brengt het gezelschap onder in een hotel in Viella, waar het uitgebreid wordt verhoord door onder anderen Eddie Hertzberger, autocoureur en indertijd ambtenaar bij de intelligence service van de Nederlandse overheid. Via Barcelona reist Lemmens naar Madrid, waar hij onder de zorg komt van het Nederlands gezantschap.
Met legervaartuigen wordt Lemmens via Gibraltar en Algerije uiteindelijk naar Glasgow vervoerd. Na aankomst in Engeland meldt hij zich bij de Nederlandse Krijgsmacht in Londen. Hij besluit om naar het door Japan bezette Nederlands-Indië te gaan en laat zich inschepen naar in ’Camp Columbia’ te Wacol bij Brisbane in Australië, waar de Nederlands-Indische regering en het KNIL zetelen.

## Na de oorlog
Enige tijd nadat in augustus 1945 de Japanse bezetting van Nederlands-Indië is beëindigd, wordt Lemmens benoemd tot assistent-resident van Borneo. In de jaren die volgen is hij getuige van het proces van de onafhankelijkheid van Indonesië. Nadat de deelstaat Oost-Indonesië - waar Borneo onder ressorteert - zich onderdeel van de eenheidsstaat Indonesië verklaart, repatrieert hij naar Nederland. Aangekomen huwt hij vrijwel direct met Maria Anna Michielsen (1925-2008). Samen brengen zij drie kinderen groot. Lemmens overlijdt  op 88-jarige leeftijd te Doorn.

## Trivia
Zijn vader Joannes Hubertus Victor Lemmens sneuvelt op 18 september 1944 aan boord van de Junyo Maru in de Indische Oceaan nabij Benkoelen, op de westkust van Sumatra. Het schip vervoert onder Japans commando o.a. krijgsgevangen en is getorpedeerd door de Britse onderzeeboot HMS Tradewind.

## Onderscheiding
Bij Koninklijk Besluit van 14 september 1945 werd aan Lemmens het Kruis van Verdienste uitgereikt.

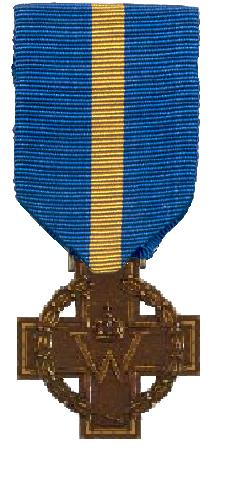
Kruis van Verdienste